# Pardosa ontariensis
Pardosa ontariensis là một loài nhện trong họ Lycosidae.
Loài này thuộc chi Pardosa. Pardosa ontariensis được Willis J. Gertsch miêu tả năm 1933.